# Szany
Szany é uma vila da Hungria, situada no condado de Győr-Moson-Sopron. Tem 34,14 km² de área e sua população em 2019 foi estimada em 2.024 habitantes.